# Prix Goya des meilleurs costumes

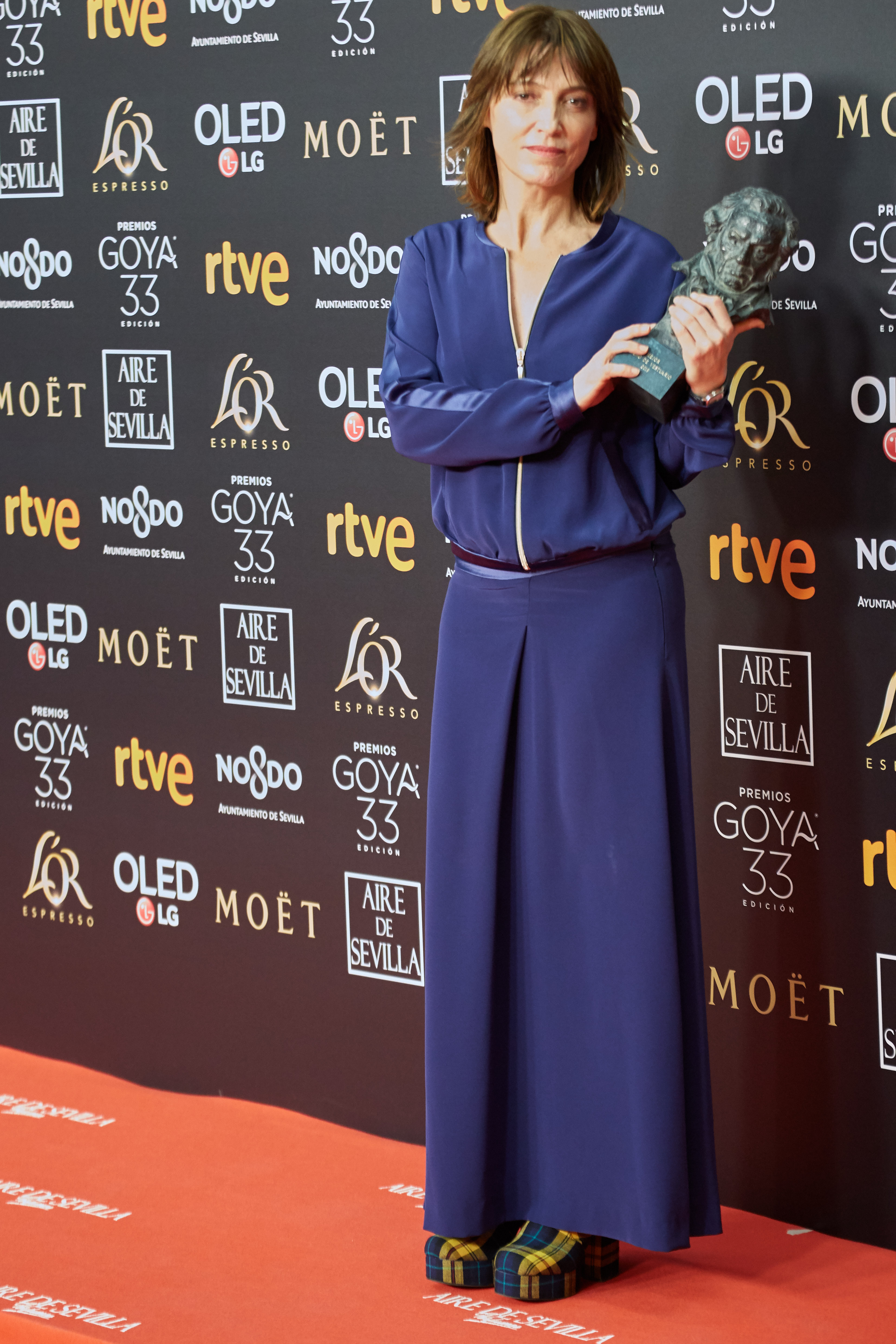
Clara Bilbao - Prix Goya 2019

Le prix Goya des meilleurs costumes (Goya al millor disseny de vestuari) est une récompense décernée depuis 1987 par l'Academia de las artes y las ciencias cinematográficas de España au cours de la cérémonie annuelle des Goya.

## Palmarès

### Années 1980
- 1987 : Gerardo Vera pour L'Amour sorcier (El amor brujo)
  - Elisa Ruiz et Javier Artiñano pour Dragon Rapide
  - Gerardo Vera pour L'Autre Moitié du ciel (La mitad del cielo)
- 1988 : Javier Artiñano pour La Forêt animée (El bosque animado)
  - Javier Artiñano pour A los cuatro vientos
  - Pepe Rubio pour La Maison de Bernarda Alba (La casa de Bernarda Alba)
- 1989 : Yvonne Blake pour Remando al viento
  - Gerardo Vera pour Berlín Blues
  - Terry Pritchard, Gerardo Vera et Maritza González pour El Dorado
  - José María de Cossío pour Femmes au bord de la crise de nerfs (Mujeres al borde de un ataque de nervios)
  - Javier Artiñano pour Jarrapellejos

### Années 1990
- 1990 : Montse Amenós i García et Isidre Prunéspour pour El niño de la luna
  - Ana Alvargonzález pour La Nuit obscure (La noche oscura)
  - María Luisa Zabala et José María García Montes pour Les Choses de l'amour (Las cosas del querer)
  - Alfonso Barajas pour Montoyas y Tarantos
  - Marcelo Grande pour Si te dicen que caí
- 1991 : Rafael Palmero et Mercedes Sánchez pour ¡Ay, Carmela!
  - José María de Cossío pour Attache-moi ! (¡Átame!)
  - José María García Montes, María Luisa Zabala et Lina Montero pour Yo soy ésa
- 1992 : Javier Artiñano pour Le Roi ébahi (El rey pasmado)
  - Yvonne Blake pour Don Juan en los infiernos
  - José María de Cossío pour Talons aiguilles (Tacones lejanos)
- 1993 : Javier Artiñano pour Le Maître d'escrime (El maestro de esgrima)
  - Lala Huete pour Belle Époque (Belle epoque)
  - Yvonne Blake pour La reina anónima
- 1994 : Andrea D'Odorico pour Tirano Banderas
  - Javier Aguirresarobe pour La madre muerta
  - José Luis López-Linares pour Madregilda
- 1995 : Yvonne Blake pour Canción de cuna
  - Helena Sanchis pour Días contados
  - Nereida Bonmatí pour La pasión turca
- 1996 : Pablo Gago Montilla pour La leyenda de Balthasar el castrado
  - María José Iglesias pour La ley de la frontera
  - Estíbaliz Markiegi pour Le Jour de la bête (El día de la bestia)
- 1997 : Pedro Moreno pour Le Chien du jardinier (El perro del hortelano)
  - José Luis López-Linares pour La Celestina
  - José Luis Alcaine pour Tranvía a la Malvarrosa
- 1998 : Franca Squarciapino pour La Femme de chambre du Titanic
  - María Estela Fernández et Glenn Ralston pour Perdita Durango
  - León Revuelta pour The Disappearance of Garcia Lorca
- 1999 : Lala Huete et Sonia Grandepour pour La Fille de tes rêves (La niña de tus ojos)
  - Mercè Paloma pour A los que aman
  - Gumersindo Andrés pour El abuelo
  - Javier Artiñano pour La hora de los valientes

### Années 2000
- 2000 : Pedro Moreno pour Goya à Bordeaux (Goya en Burdeos)
  - Sonia Grande pour La Langue des papillons (La lengua de las mariposas)
  - Bina Daigeler et José María de Cossío pour Tout sur ma mère (Todo sobre mi madre)
  - Franca Squarciapino pour Volavérunt
- 2001 : Javier Artiñano pour Lázaro de Tormes
  - Pedro Moreno pour Besos para todos
  - Francisco Delgado pour Mes chers voisins (La comunidad)
  - Gumersindo Andrés pour You're the One (una historia de entonces)
- 2002 : Javier Artiñano pour Juana la Loca
  - José Vico pour L'Échine du Diable (El espinazo del diablo)
  - Sonia Grande pour Les Autres (The Others)
  - Alberto Luna pour Off Key
- 2003 : Lala Huete pour Le Sortilège de Shanghai (El embrujo de Shanghai)
  - Anna Anni, Alberto Spiazzi et Alessandro Lai pour Callas Forever
  - Lena Mossum pour El viaje de Carol
  - Gumersindo Andrés pour Historia de un beso
- 2004 : Yvonne Blake pour Carmen
  - Lourdes De Orduña et Montse Sancho pour Hotel Danubio
  - Tatiana Hernández pour Mortadel et Filémon (La gran aventura de Mortadelo y Filemón)
  - Nereida Bonmatí pour Noviembre
- 2005 : Yvonne Blake pour Le Pont du roi Saint-Louis (The Bridge of San Luis Rey)
  - Bina Daigeler pour Inconscientes
  - Sonia Grande pour La puta y la ballena
  - Lourdes de Orduña pour Tiovivo c. 1950
- 2006 : María José Iglesias pour Camarón
  - Sonia Grande pour Hormigas en la boca
  - Janty Yates pour Kingdom of Heaven
  - Bina Daigeler pour Princesas
- 2007 : Francesca Sartori pour Capitaine Alatriste (Alatriste)
  - Luciano Capozzi pour Los Borgia
  - Yvonne Blake pour Les Fantômes de Goya' (Goya's Ghosts)
  - Bina Daigeler pour Volver
- 2008 : Lena Mossum pour Las 13 rosas
  - Maria Reyes pour L'Orphelinat (El orfanato)
  - Sonia Grande pour Lola, la película
  - Lourdes de Orduña pour Luz de domingo
- 2009 : Lala Huete pour Le Greco (El Greco)
  - Javier Artiñano pour La conjura de El Escorial
  - Sonia Grande pour Los girasoles ciegos
  - Lourdes de Orduña pour Sangre de mayo

### Années 2010
- 2010 : Gabriella Pescucci pour Agora
  - Lala Huete pour El baile de la Victoria
  - Cristina Rodríguez pour El cónsul de Sodoma
  - Sonia Grande pour Étreintes brisées (Los abrazos rotos)
- 2011 : Tatiana Hernández pour Lope
  - Paco Delgado pour Balada triste (Balada triste de trompeta)
  - Sonia Grande pour Même la pluie (También la lluvia)
  - Mercè Paloma pour Pain noir (Pa negre)
- 2012 : Clara Bilbao pour Blackthorn
  - Paco Delgado pour La piel que habito
  - María José Iglesias pour La voz dormida
  - Patricia Monné pour Pas de répit pour les damnés (No habrá paz para los malvados)
- 2013 : Paco Delgado pour Blancanieves
  - Fernando García pour Groupe d'élite (Grupo 7)
  - Lala Huete pour L'Artiste et son modèle (El artista y la modelo)
  - Vicente Ruiz pour La banda Picasso
- 2014 : Paco Delgado pour Les Sorcières de Zugarramurdi (Las brujas de Zugarramurdi)
  - Cristina Rodríguez pour 3 Mariages de trop (Tres bodas de más)
  - Tatiana Hernández pour Les Amants passagers (Los amantes pasajeros)
  - Lala Huete pour Vivir es fácil con los ojos cerrados
- 2015 : Fernando García pour La isla mínima
  - Armaveni Stoyanova pour Autómata
  - Tatiana Hernández pour El Niño
  - Cristina Rodríguez pour Por un puñado de besos
- 2016 : Clara Bilbao pour Personne n'attend la nuit (Nadie quiere la noche)
  - Fernando García pour A Perfect Day
  - Paola Torres pour Mi gran noche
  - Loles García Galean pour Palmiers dans la neige (Palmeras en la nieve)
- 2017 : Paola Torres pour 1898, los últimos de Filipinas
  - Alberto Valcárcel et Cristina Rodríguez pour La Colère d'un homme patient (Tarde para la ira)
  - Lala Huete pour La Reine d'Espagne (La reina de España)
  - Cristina Rodríguez pour No culpes al karma de lo que te pasa por gilipollas
- 2018 : Saioa Lara pour Handia
  - Paco Delgado pour Abracadabra
  - Tatiana Hernández pour Oro, la cité perdue (Oro)
  - Mercè Paloma pour The Bookshop
- 2019 : Clara Bilbao pour Gun City (La sombra de la ley)
  - Alejandro de Pablo pour El reino
  - Eduard Grau pour Quién te cantará
  - Alex Catalán pour Yuli

### Années 2020
- 2020 : Sonia Grande pour Lettre à Franco (Mientras dure la guerra)
  - Paola Torres pour Douleur et Gloire (Dolor y gloria)
  - Alberto Valcárcel pour Paradise Hills
  - Lourdes Fuentes et Saioa Lara pour Une vie secrète (La trinchera infinita)
- 2021 : Nerea Torrijos pour Les Sorcières d'Akelarre (Akelarre)
  - Cristina Rodríguez pour Explota Explota
  - Arantxa Ezquerro pour Las niñas
  - Lena Mossum pour Los europeos
- 2022 : Vinyet Escobar pour Les Lois de la frontière (Las leyes de la frontera)
  - Fernando García pour El buen patrón
  - Clara Bilbao pour Les Repentis (Maixabel)
  - Alberto Valcárcel pour El amor en su lugar

- 2023 : Fernando García pour Prison 77 (Modelo 77)
  - Paola Torres pour As bestas
  - Nerea Torrijos pour Irati
  - Suevia Sampelayo pour La piedad
  - Alberto Valcárcel pour Les Lignes courbes de Dieu (Los renglones torcidos de Dios)
  - Cristina Rodríguez pour Malnazidos

- 2024 : Julio Suárez pour Le Cercle des neiges (La sociedad de la nieve)
  - Nerea Torrijos pour 20000 espèces d'abeilles (20.000 especies de abejas)
  - Maria Armengol pour El maestro que prometió el mar
  - Mercè Paloma pour La contadora de películas
  - Lala Huete pour Saben aquell
  - Marc Pou pour Saben aquell

- 2025 : El 47
  - Disco, Ibiza, Locomía (es)
  - La Chambre d'à côté (La habitación de al lado)
  - La Vierge rouge (La virgen roja)
  - Le Retour de Saturne (Segundo Premio)